# Sylvia (1985)
Sylvia é um filme biográfico neozelandês de 1985 sobre a vida de Sylvia Ashton-Warner. Foi dirigido por Michael Firth e estrelado por Eleanor David.